# Ryk Neethling
Ryk Neethling (Bloemfontein, 17 november 1977) is een voormalig internationaal topzwemmer uit Zuid-Afrika, die een gouden medaille won met de nationale estafetteploeg op de 4x100 meter vrije slag bij de Olympische Spelen in Athene.
Neethlings carrière kwam langzaam maar zeker van de grond, toen hij studeerde aan het Grey College en aldaar excelleerde in zwemmen. Hij verdiende een plaats in de Zuid-Afrikaanse selectie voor de Olympische Spelen van Atlanta (1996), waar hij als vijfde eindigde op de 1500 meter vrije slag.
Na afloop van dat toernooi verkaste Neethling naar de Universiteit van Arizona in de Verenigde Staten, waar hij zich verder ontwikkelde. Onder de vlag van zijn universiteit won hij negen titels bij de Amerikaanse studentenkampioenschappen (NCAA). In 1999 werd hij uitgeroepen tot NCAA Swimmer of the Year en ontving hij van The University of Arizona Athlete of the Century Award.
Bij zijn tweede olympische optreden, bij de Spelen van Sydney, werd Neethling vijfde op de 1500 vrij en achtste op de 400 vrij. Nadien verlegde hij zijn aandacht naar de kortere afstanden, de 50 en de 100 meter vrije slag. In eigen land is was hij in augustus 2005 in het bezit van de nationale records op de 200, 400, 800 en 1500 meter vrije slag. Concurrentie ondervond hij met name van Roland Mark Schoeman, een van de drie collega's met wie hij triomfeerde op de 4x100 vrij in Athene.
Neethling onderhield zes jaar lang een relatie met collega-olympisch kampioen Amanda Beard uit de Verenigde Staten. Het koppel beëindigde de verhouding in het voorjaar van 2005.